# Isomyia malayensis
Isomyia malayensis är en tvåvingeart som först beskrevs av Townsend 1927.  Isomyia malayensis ingår i släktet Isomyia och familjen Rhiniidae. Inga underarter finns listade i Catalogue of Life.